# Yusuke Gondo
Yusuke Gondo (権東 勇介 Gondo Yusuke?, nacido el 7 de octubre de 1982 en Tokio) es un exfutbolista japonés. Jugaba de centrocampista y su último club fue el Zweigen Kanazawa de Japón.

## Trayectoria

### Clubes
| Club              | País  | Año         |
| ----------------- | ----- | ----------- |
| Consadole Sapporo | Japón | 2004 - 2005 |
| Mito HollyHock    | Japón | 2006        |
| Zweigen Kanazawa  | Japón | 2007 - 2008 |